# Dvärgpalmseglare
Dvärgpalmseglare (Tachornis furcata) är en fågel i familjen seglare.

## Utbredning och systematik
Dvärgpalmseglare delas in i två underarter:
- T. f. furcata Sutton, 1928 – förekommer i nordöstra Colombias och nordvästra Venezuelas lågländer
- T. f. nigrodorsalis (Aveledo & Pons, 1952) – naturligt förekommande i västra Venezuelas lågländer

## Status
Internationella naturvårdsunionen (IUCN) kategoriserar arten som livskraftig.